# Big Star
Big Star — американская рок-группа из Мемфиса (штат Теннесси). Образована в 1971 году. Распалась в 1974 году, но собралась в новом составе в 1993 году. Музыкальный стиль группы был ориентирован на музыку групп Британского вторжения, таких как The Beatles и The Kinks, а также на американских исполнителей (The Byrds, The Beach Boys). В музыке группы преобладали тёмные, нигилистические мотивы, на которых основывалась альтернативная рок-сцена 1980—1990-х годов.

## История
Первый альбом группы, «#1 Record»(1972), получил похвальные отзывы, но неэффективный маркетинг Stax Records и ограниченный тираж, сказались на продажах альбома весьма негативно. Это обстоятельство повлияло на отношения в коллективе, и к концу записи второго альбома, «Radio City», группу покинули Крис Белл и Энди Хаммел. После распада группы в 1974 году, через 4 года, первые две записи группы вышли как двойной альбом. В то же время, выходит третий альбом — «Third/Sister Lovers», который имел небольшой коммерческий успех. Вскоре после выхода альбома, в автокатастрофе погиб Крис Белл.
Записи Big Star получили неожиданный успех, после того как R.E.M. и многие другие исполнители альтернативного рока признались о влиянии группы на их творчество. В 1992 году, интерес у публики вызвали переиздания альбомов группы от Rykodisc, дополненные соло-работами Криса Белла. В 1993 году Чилтон и Стефенс возродили Big Star, дополнив состав музыкантами из группы The Posies — Йоном Оуэром и Кеном Стрингфеллоу. В этом составе группа дала концерт в Университете Миссури. Группа до сих пор выступает с концертами, проводя турне по Европе и Японии, а также выпустила новый альбом In Space в 2005 году.
17 марта 2010 года основатель группы Алекс Чилтон умер от сердечного приступа в Новом Орлеане в возрасте 59 лет.

## 1971—1974

### #1 Record
Алекс Чилтон начал свою карьеру в составе группы The Box Tops, где он был главным вокалистом. Первый хит — The Letter, он написал в составе группы, когда ему было 16 лет. В 1970 году группа распалась, а Чилтон решил записать сольный альбом. Он примеривал на себя роль главного вокалиста Blood, Sweat & Tears, но посчитал группу «слишком коммерческой». Вместе с Крисом Беллом, он стал записываться на студии Ardent Records. Чилтон предлагал Беллу сформировать дуэт, наподобие Simon & Garfunkel, но Белл отклонил это предложение, предложив Чилтону войти в его собственный коллектив под названием Icewater, вместе с ударником Джоди Стефенсом и басистом Энди Хаммелом. Увлечённый музыкой, которую исполняли Icewater, Чилтон вошёл в состав группы. Новоявленный состав взял себе название Big Star, когда одному из участников пришла идея назвать группу в честь продуктового магазина, куда музыканты ходили за закусками во время сессии. Один из многочисленных супермаркетов Big Star Markets в Мемфисе, имел логотип в форме пятиконечной звезды со словами «Big Star». Группа использовала этот логотип без слова Star, чтобы избежать нарушения авторских прав.
Все участники группы писали песни для дебютного альбома, но дуэт Чилтон-Белл был определяющим и имел схожесть со знаменитым битловским дуэтом Маккартни-Леннон. В записи альбома большое участие приняли, основатель Ardent Records Джон Фрай и Терри Маннинг. Решение назвать альбом #1 Record было принято к концу записи и отражало надежду музыкантов на крупный успех в чартах. Джон Фрай считался как исполнительный продюсер, но сам он заявлял, что «группа самостоятельно продюсировала свои записи». Фрай вспоминал, как Ardent Records, первой из звукозаписывающих студий начала использовать 16-ти дорожечный магнитофон, с которым экспериментировали музыканты группы.

## Дискография
Студийные альбомы
- #1 Record (Stax Records / Ardent Records, 1972)
- Radio City (Stax Records / Ardent Records, 1974)
- Third/Sister Lovers (1978)
- In Space (Rykodisc, 2005)

Избранные песни и синглы
- «Thirteen»  (1972)
- «In the Street» (1972)
- «September Gurls» (1974)